# Institut des troubles d’apprentissage
L'Institut des troubles d’apprentissage (auparavant l'Association québécoise des troubles d’apprentissage ou AQETA) est un organisme sans but lucratif canadien (québécois) « dont la mission est de faire la promotion et la défense des droits des enfants et des adultes qui ont des troubles d'apprentissage ».